# シルビオ・ブランコ
シルビオ・ブランコ（Silvio Branco、1966年8月26日 - ）は、イタリアのプロボクサー。元WBA世界ライトヘビー級王者。長身で、長いリーチを存分に活かしたアウトボクシングが得意。ひらひらの付いたトランクスがトレードマークになっている。
2004年にアルツロ・ガッティと好勝負を行ったスーパーライト級のジャンルーカ・ブランコは実の弟である。

## 来歴

### ミドル級時代
シルビオ・ブランコは1988年7月14日にイタリアでプロデビューする。国内で勝利を重ね、イタリアミドル級タイトルも1993年8月20日に獲得する。翌1994年10月14日にはミゲール・アローヨを判定で破りWBCインターナショナルミドル級タイトルを獲得する。1995年2月22日にはEBUのタイトルに挑戦するが、これは失敗した。しかし8月2日にIBFインターコンチネンタルのタイトル獲得に成功し、1996年9月12日にはトーマス・テイトを判定で破ってWBUミドル級タイトルを獲得した。同タイトルを6度防衛した後、1998年12月18日に失い、その後階級をスーパーミドル級にあげた。

### スーパーミドル級時代
2000年4月15日にグレンコフ・ジョンソンを判定で破り、WBUスーパーミドル級タイトルを獲得する。同年12月16日にはIBF王者のスベン・オットケに挑戦するが、12回判定で敗れタイトル獲得はならなかった。翌年にはさらに階級をライトヘビー級に上げる。

### ライトヘビー級時代
階級を上げて2002年2月9日にIBFインターコンチネンタルライトヘビー級タイトルを獲得する。その後、EBUタイトル獲得に失敗するが、2003年10月10日にメディ・サヌーヌを11回TKOで破りWBAライトヘビー級タイトルを獲得。しかし、初防衛戦でファブリス・ティオゾに敗れてタイトルを失った。その後、2004年12月21日には空位のWBAインターコンチネンタルタイトルを獲得し、2006年7月27日にはマニー・シアカを12回判定で破り、WBAの暫定王者になる。そしてWBA正規王者のファブリス・ティオゾが引退したため、正規王者に認定された。

## 獲得タイトル
- WBCインターナショナルミドル級王座
- IBFインターコンチネンタルミドル級王座
- WBU世界ミドル級王座
- WBU世界スーパーミドル級王座
- IBFインターコンチネンタルライトヘビー級王座
- WBAインターコンチネンタルライトヘビー級王座
- WBA世界ライトヘビー級王座